# Dayton Demonz
Die Dayton Demonz waren eine US-amerikanische Eishockeymannschaft aus Dayton, Ohio. Die Mannschaft nahm zwischen 2012 und 2015 an der Federal Hockey League teil.  

## Geschichte
Das Franchise wurde 2012 unter dem Namen Dayton Devils als Expansionsteam der Federal Hockey League gegründet. Aus rechtlichen Gründen musste der Name des Franchises jedoch bereits vor Beginn der Saison 2012/13 in Dayton Demonz geändert werden. 2014 gewann das Team den Commissioner’s Cup, die Meisterschaftstrophäe der FHL.
Die Mannschaft absolvierte ihre Heimspiele in der 5500 Zuschauer fassenden Hara Arena.